# Tesla řada B113

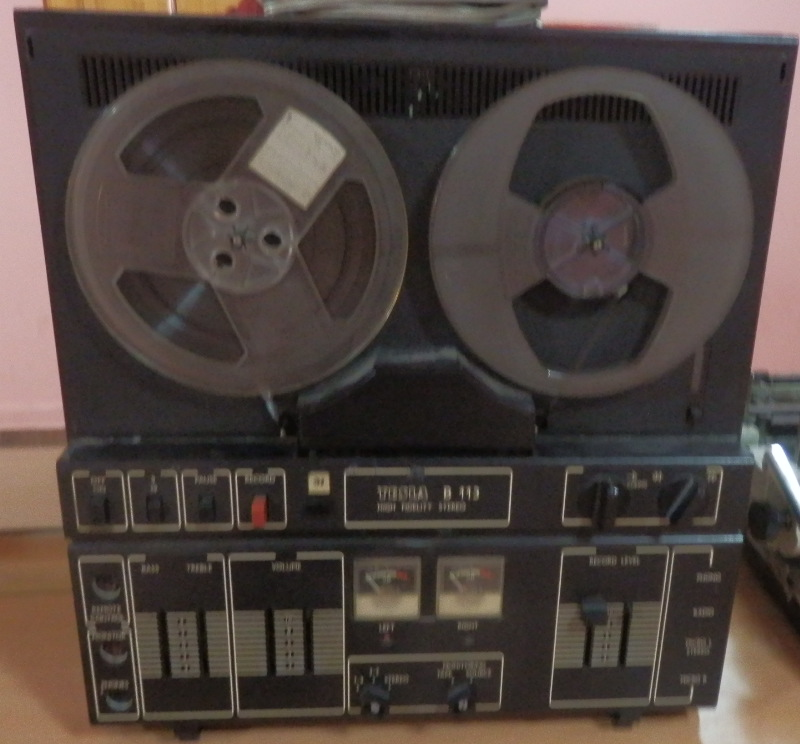
Tesla B113

Tesla B113 byla řada magnetofonů vyráběná firmou Tesla Přelouč n.p. v letech 1981 až 1986 a dále 1988 až 1990.

## Tesla B115
Tesla B115 (ANP 268) byl stolní, dvourychlostní, čtyřstopý, stereofonní, tříhlavý, kotoučový magnetofon Hi-Fi třídy obohacený výkonovým zesilovačem 2×10 W s napájením ze střídavé sítě 220 V, 50 Hz. Byl vyráběn v letech 1981–1985. Jeho rozměry 404×187×428 mm, hmotnost 13 kg s cívkami o průměru do 18 cm. Kmitočtový rozsah byl minimálně 50 – 15 000 Hz (běžně až do 20000 Hz při použití kvalitního pásku) při rychlosti 19,05 cm/s.

### Vlastnosti Tesly B115
Dvě rychlosti posuvu pásku 9,53 cm/s a 19,05 cm/s, modulová konstrukce elektrické části, výstup pro stereofonní sluchátka, výstup pro vnější monitor, vstupy pro všechny běžné zdroje programu, dva osvětlené měřiče záznamové popř. snímací úrovně (vu metry), signalizace zapnuté funkce Záznam svítivými červenými diodami, řízení záznamové úrovně a hlasitosti posuvnými regulátory samostatné pro každý kanál, posuvné regulátory basů a výšek, kontrola „před páskem“ – příposlech zaznamenávaného programu, kontrola „za páskem“ odposlech nahraného programu přímo z pásku, orientační odposlech při převíjení (cueing), pohotovostní tlačítko, dálkové ovládání pauzy, samočinná regulace posuvu pásku zdvojenými brzdami, samočinné vypínání posuvu pásku na konci a při jeho přetržení, čtyřmístné nulovatelné počítadlo, plastová skříň, průhledné víko páskového prostoru.
Tesla B115 patří do řady B11 třídy Hi-Fi. Měl tvrzené hlavy s dlouhou životností. Pozdější verze měly panel s odnímatelným krytem páskové dráhy pro snadné čištění, vyšší nožičky a tenčí ručičky v měřičích úrovně.

## Tesla B116
Tesla B116 (ANP 269) byl československý stolní, dvourychlostní, čtyřstopý, stereofonní, tříhlavý, kotoučový magnetofon Hi-Fi třídy bez výkonových zesilovačů (tape deck) s napájením ze střídavé sítě 220 V, 50 Hz. Byl vyráběn v letech 1983–1986. Jeho rozměry 404×187×428 mm, hmotnost 13 kg s cívkami o průměru do 18 cm. Kmitočtový rozsah byl minimálně 50–15000 Hz (běžně až do 20000 Hz při použití kvalitního pásku) při rychlosti 19,05 cm/s.

### Vlastnosti Tesly B116
Dvě rychlosti posuvu pásku 9,53 cm/s a 19,05 cm/s, modulová konstrukce elektrické části, výstup pro stereofonní sluchátka, výstup pro vnější monitor, vstupy pro všechny běžné zdroje programu, dva osvětlené měřiče záznamové popř. snímací úrovně (vu metry), signalizace zapnuté funkce Záznam svítivými červenými diodami, řízení záznamové úrovně a hlasitosti posuvnými regulátory samostatné pro každý kanál, posuvné regulátory basů a výšek, kontrola „před páskem“ – příposlech zaznamenávaného programu, kontrola „za páskem“ odposlech nahraného programu přímo z pásku, orientační odposlech při převíjení (cueing), pohotovostní tlačítko, dálkové ovládání pauzy, samočinná regulace posuvu pásku zdvojenými brzdami, samočinné vypínání posuvu pásku na konci a při jeho přetržení, čtyřmístné nulovatelné počítadlo, plastová skříň, průhledné víko páskového prostoru.
Tesla B116 patří do řady B11 třídy Hi-Fi. První magnetofon této řady byl B113. B115 a B116 měly tvrzené hlavy s dlouhou životností. V průběhu výroby se začal montovat panel s odnímatelným krytem páskové dráhy pro snadné čištění.

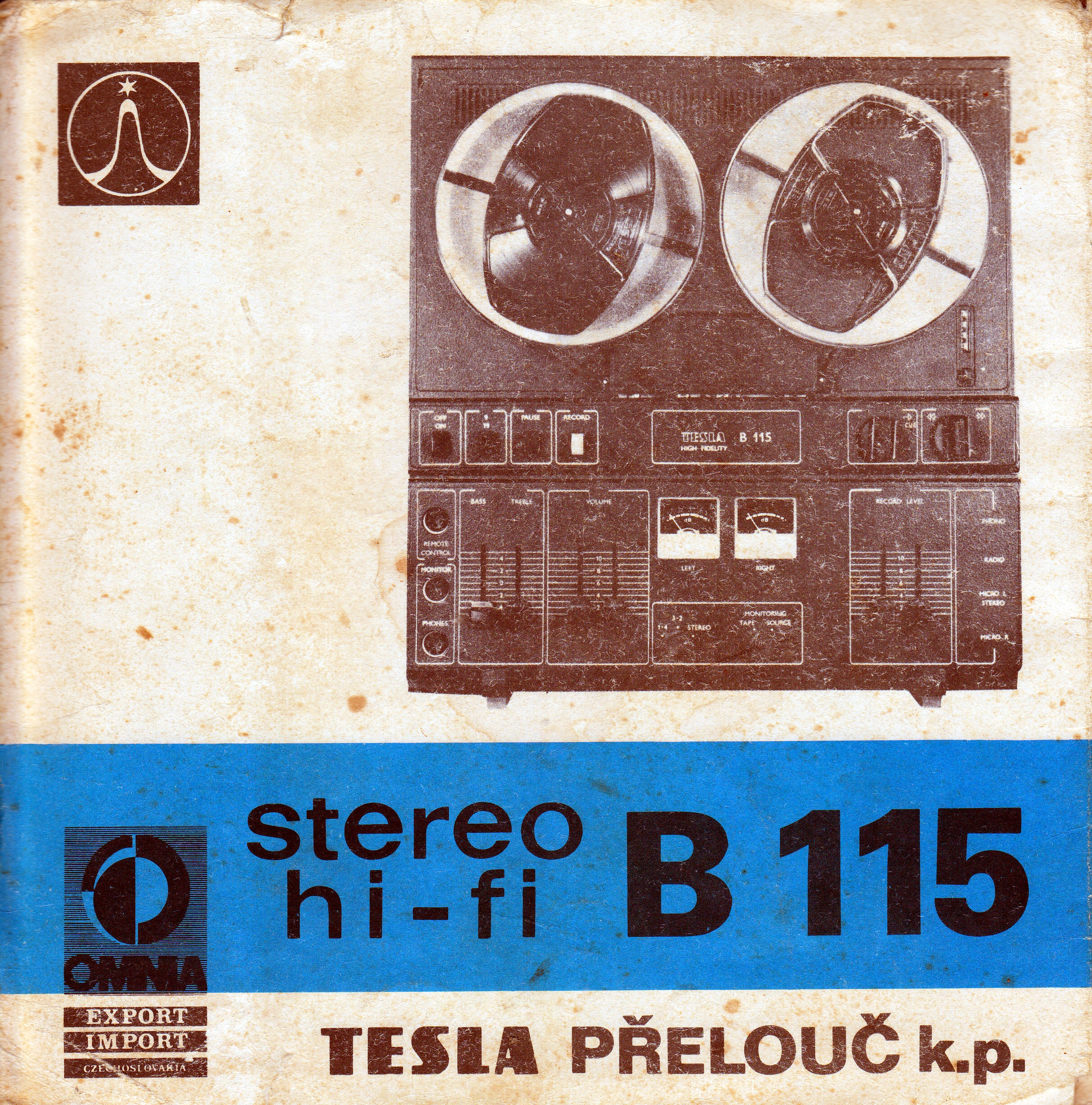
Zadní část příručky B115

### Varianta B116A
Tesla B116A (ANP 269 A) byla levnější varianta typu B116 s hlavami s běžnou životností. Vyrábět tento typ (stejně jako B 113) ovšem nebylo původně v plánu, důvodem bylo to, že subdodavatel v plánovaném hospodářství nebyl schopen v určeném termínu dodat tvrzené hlavy, zatímco "zbytek" přístrojů už byl hotov a čekal právě jen na hlavy. Proto bylo rozhodnuto dát zatím na trh přístroje s jiným označením se standardními hlavami (s kratší životností).

## Tesla CM130 a CM160
CM130 (ANP 273) a CM160 (ANP 274) byly modernizované verze B115 a B116, lišící se mimo jiné indikátory ze sloupců LED diod.